# Helicopsyche fistulata
Helicopsyche fistulata är en nattsländeart som beskrevs av Oliver S. Flint Jr. 1991. Helicopsyche fistulata ingår i släktet Helicopsyche och familjen Helicopsychidae. Inga underarter finns listade i Catalogue of Life.